# Joan Tresserra i Thomson
Joan Tresserra i Thomson   (Barcelona, 1844 - Alfaro, 27 de setembre de 1869) va ser un advocat, crític musical, compositor i pianista.

## Biografia
Era fill de Joan Antoni Tresserra i Barreiro, natural de Barcelona i cònsol de la República Argentina, i de l'argentina Albina Thompson Sánchez de Velasco. Fou cunyat de Domingo Dulce y Garay, Capità General de Catalunya, que es va casar amb la seva germana Albina Tresserra i Thompson (1836-1860).
Estudià música i humanitats al col·legi de Sorese del 1854 al 1860, com ho va fer el seu germà Eduard entre 1852 i 1856, i cursà dret a Barcelona. Posteriorment compaginà la crítica musical a La España Musical amb la pràctica legal. En tant que compositor, fou autor d'una simfonia, un vals, diverses cançons i algunes altres peces; hom li ha atribuït, també, una sarsuela. Mort a Alfaro (la Rioja), fou enterrat a Barcelona.

## Obres
- Automne, cançó amb lletra de Lamartine
- Cupido contra Esculapio (1864), sarsuela en un acte amb lletra de Ricardo Sepúlveda Planter i Ricardo Moly de Baños (música anònima, atribució de la Biblioteca Nacional de Madrid)
- Ilusiones perdidas, per a piano
- Poblet
- Serenata, amb lletra de Camprodon[6]
- Simfonia alemanya
- Les soir, amb lletra de Lamartine
- Vals